# Saint-Martin-de-Fugères
Saint-Martin-de-Fugères è un comune francese di 218 abitanti situato nel dipartimento dell'Alta Loira della regione dell'Alvernia-Rodano-Alpi.

## Società

### Evoluzione demografica
Abitanti censiti